# Icelus stenosomus
Icelus stenosomus és una espècie de peix pertanyent a la família dels còtids.

## Descripció
- Fa 12,4 cm de llargària màxima.
- Cos allargat i una mica comprimit.
- Cap gros i comprimit.
- Ulls i boca grossos.
- Aleta pectoral arrodonida.
- En general, la forma del cos i del cap és més prima que la d'altres espècies d'Icelus.[5][6]

## Hàbitat
És un peix marí, demersal i de clima polar (2 °C-6 °C; 50°N-30°N) que viu entre 48 i 200 m de fondària.

## Distribució geogràfica
Es troba al Pacífic nord-occidental: el Japó i Rússia.

## Observacions
És inofensiu per als humans.